# Списак краљева Грузије

## Фарнавидска династија
1. Фарнаваз I — цар (299—234),
2. Саурмаг I — цар (234—159),
3. Мириан I — цар (159—109),
4. Фарнаџом — цар (109—90)

## Династија Арташесидова (90.-30. пне.)
1. Аршак I — цар (90—78),
2. Артак — цар (78—63),
3. Фарнаваз II — цар (63—30)

## Династија Фарнаваидова
1. Мириан II — цар (30—20),
2. Аршак II — цар (20—1)
3. Митридат I — цар (1—35),
4. Фарсман I — цар (35—60),
5. Митридат II — цар (60—75),
6. Картам — цар (75—106),
7. Митридат III — цар (106—116),
8. Фарсман II — цар (116—132),
9. Хсефарнуг — цар (?—?),
10. Гадам — цар (132—135),
11. Фарсман III — цар (135—185),
12. Амазасп I — цар (185—189),

## Династија Арташесидова
1. Рев I — цар (189—216),
2. Ваче — цар (216—234),
3. Бакур I Иберијски — цар (234—249),
4. Митридат IV Грузијски— цар (249—265),
5. Аспаруг I — цар (265—284)

## Династија Хосровидова (284.—523.)
1. Мириан III — цар (284—361),
2. Рев II — цар (345—361),
3. Саурмаг II — цар (361—378),
4. Бакур II Аспаруг — цар (363—380),
5. Бакур III — цар (380—398),
6. Фарсман IV — цар (398—409),
7. Мирдат IV — цар (409—411),
8. Арчил I — цар (411—435),
9. Мирдат V — цар (435—447),
10. Бакур IV — цар (442—464?),
11. Вахтанг I Горгасал — цар (464?—499?),
12. Гурген — цар (519—523)

523. — укидање царске власти у Грузији
1. Бакур V — марзпан (? — 528 или 547),
2. Фарсман V — марзпан (528/547—542/561),
3. Фарсман VI — марзпан (542/561—570),
4. Бакур VI — марзпан (570—580/583)

## Династија Гурамидова
1. Гурам I — (ок. 588 — ок. 590),
2. Джуаншер — (590—591),
3. Стефан I — (590—619/627),
4. Адарназ I — (619/627—637/642),
5. Стефан II — (637/642—650),
6. Адарназ II —  (650—684),
7. Гуарам II — (684—693),
8. Гуарам III — (693—748),
9. Адарназ III — (748—760),
10. Нерсе — (760—780),
11. Стефан III — (780—786)
12. Мир —
13. Арчил II —
14. Амиран —  (796—808)
15. Ашот —

Током VIII века на территорији Грузије образовано је Абхазијско царство, кнежевина Тао-Кларджети, Кахетија, Херетско царство и Тбилиски емират.

## Краљеви Грузије
| Слика | Име                        | Постао краљ   | Престао да влада | Однос са претходником    |
| ----- | -------------------------- | ------------- | ---------------- | ------------------------ |
|       | Баграт III                 | 1008          | 1014             | • Син Гургена Иберијског |
|       | Георгије I                 | 1014          | 1027             | • Син Баграта III        |
|       | Баграт IV                  | 1027          | 1072             | • Син Георгија I         |
|       | Георгије II                | 1072          | 1089             | • Син Баграта IV         |
|       | Давид IV Градитељ          | 1089          | 1125             | • Син Георгија II        |
|       | Деметрије I                | 1125          | 1154 или 1155    | • Син Давида IV          |
|       | Давид V                    | 1154 или 1155 | 1155             | • Син Деметрија I        |
|       | Деметрије I                | 1155          | 1156             | • Син Давида IV          |
|       | Георгије III               | 1156          | 1184             | • Син Деметрија I        |
|       | Тамара (грузијска краљица) | 1184          | 1213             | • Ћерка Георгија III     |
|       | Георгије IV                | 1213          | 1223             | • Тамарин син            |
|       | Русудана                   | 1223          | 1245             | • Тамарина ћерка         |
|       | Давид VI                   | 1245          | 1259             | • Русудин син            |
|       | Давид VII                  | 1247          | 1259             | • Син Георгија IV        |

| Грузија                                                        | Грузија                                                                            | Имеретија                | Имеретија                                            |
| Слика                                                          | Име                                                                                | Слика                    | Име                                                  |
|                                                                | Давид VII 1259–1270                                                                |                          | Давид VI(Давид I Имерети)1259–1293                   |
|                                                                | Деметрије II 1270–1289 Син Давида VII Свети Деметрије                              |                          | Давид VI(Давид I Имерети)1259–1293                   |
|                                                                | Вахтанг II 1289–1292 Син Давида VI                                                 |                          | Давид VI(Давид I Имерети)1259–1293                   |
|                                                                | Давид VIII 1293–1311 Син Деметрија II                                              |                          | Константин I1293–1327 Син Давида VI                  |
|                                                                | Георгије V 1299–1302 Син Деметрија II прва владавина                               |                          | Константин I1293–1327 Син Давида VI                  |
|                                                                | Вахтанг III 1302–1308 Син Деметрија II постављен од стране Монгола                 |                          | Константин I1293–1327 Син Давида VI                  |
|                                                                | Георгије VI 1311–1313 Син Давида VIII постављен од стране Монгола                  |                          | Константин I1293–1327 Син Давида VI                  |
|                                                                | Георгије V 1314–1346 Син Деметрија II Друга владавина                              |                          | Константин I1293–1327 Син Давида VI                  |
|                                                                | Михаило1327–1329 Брат Константина I                                                |                          |                                                      |
|                                                                | Баграт I1329–1330 Михаилов син                                                     |                          |                                                      |
| Уједињење са Грузијом од 1330.                                 |                                                                                    |                          |                                                      |
|                                                                | Давид IX 1346–1360 Син Георгија V                                                  | Део Краљевине Грузије    | Део Краљевине Грузије                                |
|                                                                | Баграт V 1360–1393 или 1395 Син Давида IX                                          |                          |                                                      |
| Део Краљевине Грузије до 1387.                                 |                                                                                    |                          |                                                      |
|                                                                | Александар I1387–1389 Син Баграта I                                                |                          |                                                      |
|                                                                | Георгије I1389–1396 Син Баграта I                                                  |                          |                                                      |
|                                                                | Георгије VII 1393–1407 или 1395–1405 Син Баграта V                                 |                          |                                                      |
|                                                                | Константин II1396–1401 Син Баграта I                                               |                          |                                                      |
|                                                                | Деметрије I1401–1412 Син Александра I након 1412 прихвата грузијско сизеренство    |                          |                                                      |
|                                                                | Константин I 1405 или 1407–1412 Син Баграта V                                      |                          |                                                      |
|                                                                | Александар I Велики 1412–1442 Син Константина I                                    | Део Краљевства Грузије   | Део Краљевства Грузије                               |
|                                                                | Вахтанг IV 1442–1446 Син Александра I                                              | Део Краљевства Грузије   | Део Краљевства Грузије                               |
|                                                                | Георгије VIII 1446–1465 Син Александра I након 1465 владар Кахетије као Георгије I |                          | Деметрије III1446–1453 Син Александра I              |
| поновно уједињење Имеретије и Грузије након Деметријеве смрти. | Георгије VIII 1446–1465 Син Александра I након 1465 владар Кахетије као Георгије I |                          |                                                      |
|                                                                | Баграт VI 1465–1478 Унук Константина I                                             | под контролом Баграта VI | под контролом Баграта VI                             |
|                                                                | Константин II 1478–1505 Син Деметрија III титуларни краљ                           |                          | Александар II1478–1510 Син Баграта VI титуларни краљ |